# Battaglione alpini "Edolo"
Il Battaglione alpini "Edolo" era un reparto alpino dell'Esercito Italiano con sede a Merano (Bolzano). Il battaglione prende nome da Edolo, in Val Camonica (Provincia di Brescia).

## Simbolo

### Scudo
Inquartato, nel primo di rosso, la torre con le spade incrociate è lo stemma di Edolo; nel secondo d'azzurro l'aquila che sovrasta il cervo simboleggia la Valle Camonica. Nel terzo le montagne al naturale ricordano i combattimenti della prima guerra mondiale e infine l'ultimo quarto dello scudo riproduce una palma, memoria della campagna di Libia del 1911.
Il "capo" dello scudo, dorato a memoria della medaglia d'oro guadagnata, riporta il tridente d'Ucraina per ricordare le gesta in Russia nel 1941-43 e una filettatura d'argento e d'azzurro a simboleggiare la Campagna di Grecia.

### Ornamenti esteriori
Sullo scudo corona tinta d'oro, accompagnata sotto da tre nastri, annodati nella corona scendenti e svolazzanti in sbarra e in banda ai lati dello scudo, di cui due d'azzurro filettato d'oro, uno d'azzurro filettato d'argento. Nastro dai colori dell'Ordine Militare d'Italia accollato alla punta dello scudo, su lista bifida d'oro, svolazzante, concavità rivolta verso l'alto, il motto Dür per dürà.

## Storia

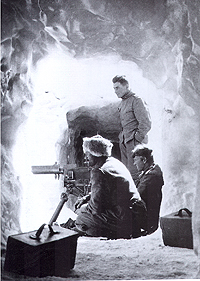
Alpini sull'Adamello, in Val Camonica

Formato a Milano nel 1886, inquadra tre compagnie, la 50ª (detta "la Balda"), la 51ª("la Veloce") e la 52ª ("la Ferrea"). Una parte del battaglione partecipa nel 1896 alla guerra d'Eritrea e nello stesso anno viene impiegato in attività di ordine pubblico a Torino.

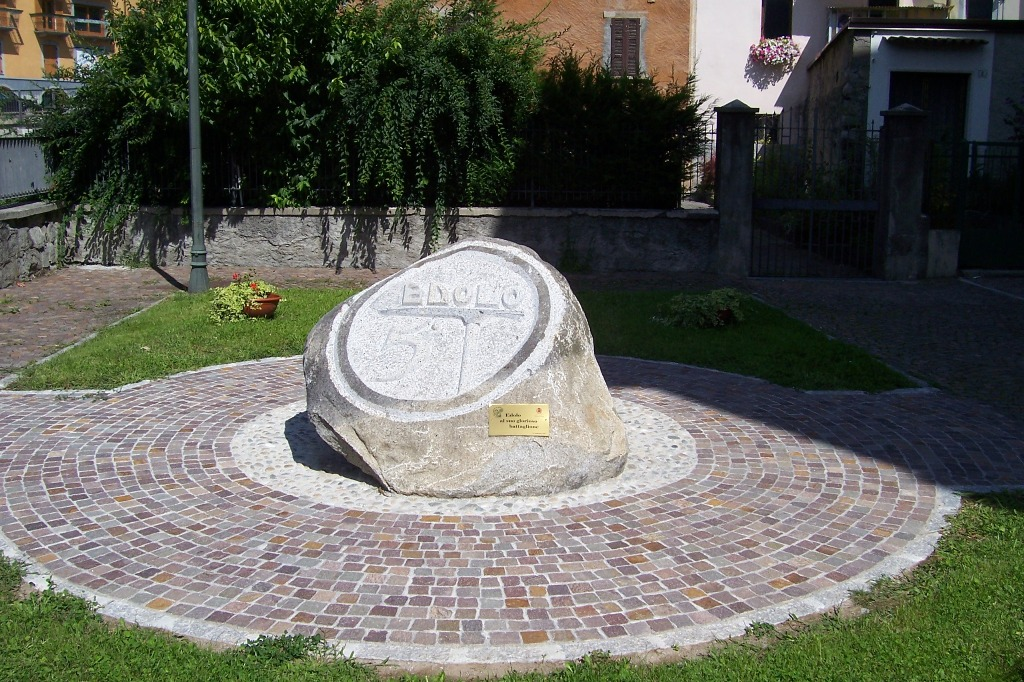
Monumento al battaglione Edolo, a Edolo

Viene inviato nel 1911 in Libia, dove resta fino al 1914, e per il valore dimostrato riceve una medaglia d'argento al valore militare. Mobilitato per la prima guerra mondiale, nel 1915 è nella zona del Passo del Tonale, in Val Daone e nella Conca del Montozzo. Nel 1916 opera in alta quota sull'Adamello e al Tonale e nel maggio 1918 assieme ai battaglioni "Mandrone" e "Cavento" conquista la Cima Presena. Partecipa nello stesso anno alle azioni di Passo del Monticello-Presena per il quale riceve una citazione nel Bollettino di Guerra n. 1098 del 27 maggio 1918, ore 13.
Dopo la fine della guerra, nel 1921 è inquadrato nel 6º Reggimento alpini per tornare nel 1934 al 5º Reggimento Alpini, assieme al Tirano e al Vestone.
Viene inviato nel 1939 in Spagna, ma vi arriva a conflitto concluso. Tornato in Italia partecipa alle operazioni del fronte occidentale e nel 1940 è inviato in Grecia nella zona del Ponte di Perati e gli viene conferita una medaglia d'oro al valor militare. Nel luglio del 1942 è trasferito al seguito del 5º reggimento sul fronte russo, dove con la Brigata alpina "Tridentina" è ingaggiato nella difesa di Bassowka.

Alto è stato il sacrificio in vite umane del battaglione nella fase della ritirata, nelle battaglie di Nikitowka e Nikolajewka, e anche in questo caso riceve una medaglia d'oro al valor militare.
Rientrato in Italia si posiziona in Trentino-Alto Adige, dove il 10 settembre 1943 viene sciolto, e molti dei reduci vengono fatti prigionieri dai tedeschi e internati nei campi di concentramento in Germania.

### Dopoguerra
Il 1º gennaio 1946 rinasce inquadrato nel 6º Reggimento alpini a Brunico e il 15 marzo 1953 ritorna a far parte del 5º Reggimento, della Brigata Alpina Orobica. Composto dalle storiche 3 compagnie, dal 1952 si aggrega la 110ª compagnia mortai. Nel 1975, con la riforma dell'esercito, rimane battaglione indipendente di addestramento reclute della Brigata Orobica.
Nel 1991, con lo scioglimento della Brigata Orobica, passa alla Tridentina e il 13 settembre 1997 viene elevato a reggimento con la denominazione di 18º Reggimento Addestramento Reclute "Edolo", nella cerimonia di febbraio 1998 (comandante di reggimento Col. Peratoner e comandante di battaglione T. Col. Schenk). Alle dirette dipendenze del Comando Truppe Alpine, il reggimento inquadra due compagnie, la 50^ e 51^, ereditate dal battaglione.

Come per gli altri reggimenti dedicati all'addestramento truppe, le reclute venivano addestrate per un mese, dopo di che avveniva il giuramento in piazza, a Merano, sede del reparto.
Il 30 settembre 2004 con la conclusione del regime di leva il 18º Reggimento viene sciolto presso la caserma Rossi di Maia Bassa di Merano ed anche il battaglione Edolo dopo 100 anni di storia cessa di esistere, con l'ultimo comandante il colonnello Walter Segata.

## Onorificenze

### Alla bandiera
- 1 Croce di Cavaliere Ordine Militare d'Italia (all'arma di Fanteria, 5 giugno 1920)

Data conferimento:9 giugno 1948
- 1 medaglia d'argento al valor militare (Derna, 29 maggio 1913)
- 1 medaglia d'argento di Benemerenza, nel terremoto calabrese del 1908

### Decorati
- Achilli Raoul, sergente maggiore, 50 compagnia battaglione "Edolo" del 5º Reggimento alpini.

Morto il 26 gennaio 1943 all'età di 22 anni nella battaglia di Nikolajewka, durante la ritirata dal fronte russo.

## Comandanti
- Gastone Gambara
- Gennaro Sora
- Giorgio Dotti
- Franco Delli Ponti
- Fulvio Quinto
- Adolfo Rivoir
- Arnaldo Mascarello
- Stefano Russo
- Salvatore Buzzurro
- Eligio Lattanzi
- Giuseppe Carniel
- Giuseppe Mariano
- Amerigo Lantieri de Paratico
- Paolo Perlini
- Roberto Peratoner
- Roberto Filipazzi
- Giovanni Apicelli
- Rocco Tornifoglia
- Goffredo Pogliani
- Walter Segata
- Carlo Calenco
- Giuseppe Treboldi

## Persone legate al Battaglione
- Cesare Battisti
- Leonardo Caprioli
- Giulio Martinat
- Carlo Emilio Gadda
- Federico Lantieri de Paratico
- Giulio Douhet
- Nino Calvi